# Rakovac (gmina Srbac)
Rakovac (cyr. Раковац) – wieś w Bośni i Hercegowinie, w Republice Serbskiej, w gminie Srbac. W 2013 roku liczyła 6 mieszkańców.
Do II wojny światowej Rakovac, znany również pod polską nazwą Rakowiec, zamieszkiwany był przez przedstawicieli Polonii, podobnie jak wiele okolicznych miejscowości. W październiku 1942 roku urodził się tutaj Ferdynand Motas, późniejszy prezydent Tczewa (pochodzący z rodziny przesiedleńców z Grębowa koło Tarnobrzega).